# Herminie Cadolle
Pour les articles homonymes, voir Cadolle.
Eugénie dite Herminie Cadolle, née Eugénie Sardon le 17 août 1842 à Beaugency (Loiret) et morte le 8 janvier 1924 à Saint-Cloud, est une communarde, membre de l'Union des femmes pour la défense de Paris et les soins aux blessés qui s'engage avec les femmes dans la Commune de Paris en 1871. Elle devint ensuite la créatrice d'une maison de lingerie à Buenos Aires puis à Paris, et la créatrice du premier soutien-gorge « moderne » (1889), appelé à cette époque « corselet-gorge » ou « maintien-gorge ». 

## Biographie
Eugénie Sardon est née le 17 août 1842 à 17 h à Beaugency. Elle est la fille d'un couvreur. Le 15 mai 1860, elle se marie à Beaugency avec Ernest Philippe Cadolle. L’année suivante, ils ont un fils, leur fils unique, Alcide Ernest. Attiré par l’expansion économique de la capitale à une époque où l'exode rural est un phénomène massif en France, le couple se rend ensuite à Paris et s’installe dans le quartier populaire de la Villette, rue d'Aubervilliers. Elle y travaille comme ouvrière giletière et corsetière, employée dans un des nombreux ateliers de confection de la capitale.
Durant la Commune de Paris de 1871, elle rejoint les pétroleuses et devient une amie de Louise Michel au sein du Comité de vigilance des femmes du 18e arrondissement de Paris. Elle participe à l'un des premiers mouvements se réclamant du féminisme, l'Union des femmes pour la défense de Paris et les soins aux blessés. À la fin de l'insurrection, son mari, peintre en bâtiment, enrôlé dans la Garde nationale durant la Commune, est condamné à deux ans de prison en mai 1872,. De même, elle est arrêtée et emprisonnée à Rouen, faute de places en région parisienne, avant d’être transférée à la prison des Chantiers à Versailles. Elle sera relaxée six mois plus tard
Les années suivantes, elle s'implique dans un comité de soutien aux déportés de la Commune, le comité socialiste révolutionnaire, dont elle est trésorière. Le 10 novembre 1880, à la gare Saint-Lazare à Paris, elle fait partie des personnalités et amis qui accueillent Louise Michel, de retour de sa déportation en Nouvelle-Calédonie, avec Henri Rochefort, Georges Clemenceau, Louis Blanc, Clovis Hugues, Nathalie Lemel, Hubertine Auclert et Olympe Audouard, au milieu d'une foule de sympathisants. « Soutenue par deux amies, la citoyenne Cadolle et la citoyenne Ferré, Louise Michel marche, en proie à une émotion violente » écrit le journaliste du Figaro observant cet accueil.
En 1880, lors d’une manifestation interdite par le préfet de police de Paris Louis Andrieux au cimetière de Levallois-Perret, Herminie Cadolle est inculpée pour avoir proféré sur la tombe de Théophile Ferré : « Ferré, nous honorons ta mémoire ! Nous te vengerons. ». Devant le tribunal et les dix autres prévenus, elle se justifiera en arguant  : « Nous voulons honorer nos morts comme vous honorez les vôtres ». Elle est remise en liberté. Néanmoins, son fils âgé de 19 ans, également inculpé, est condamné pour outrage à agent.
Le 28 février 1882, elle est encore aux côtés de Louise Michel, d'Henri Rochefort, de Clovis Hugues et d'Hubertine Auclert, à l'enterrement de Marie Ferré, à Levallois-Perret. En 1883, elle vient voir Louise Michel emprisonnée à la suite d'une manifestation qui a dégénéré. Son fils Alcide est lui-même un militant actif au sein du mouvement socialiste. 

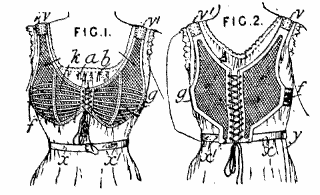
Corset Le Bien-Être (détail du brevet).

Le 28 octobre 1886, Herminie Cadolle marie à Paris son fils Alcide, ouvrier typographe. Alors jeune militant socialiste, il choisit deux personnalités de gauche comme témoins, les anciens communards Benoît Malon et Zéphirin Camélinat, ce dernier étant par ailleurs député de la Seine. Elle décide de quitter la France en début d'année 1887 et s'installe en Argentine, où de nombreux commnunards se sont expatriés. Elle ouvre une boutique de lingerie à Buenos Aires, où elle continue de concevoir de la lingerie. Elle a l'idée de couper le corset en deux pour libérer le corps, de rajouter une armature, et crée ainsi le corselet-gorge, ou maintien-gorge, invention qui lui vaut d'être considérée comme la « créatrice du premier soutien-gorge » moderne.

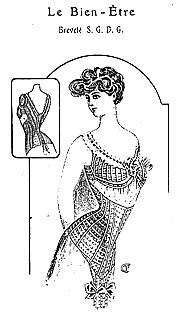
Corset Le Bien-Être (illustration publicitaire).

« Dans son élan féministe, libérer le corps de la femme, c’était aussi libérer le mental, quelque part. À un moment donné, elle a eu l’idée de séparer le corset en deux, de mettre des bretelles et de créer un système en W pour faire tenir l’ensemble. Elle a petit à petit amélioré ce produit, cette lingerie. Et quand elle est revenue en France après son séjour argentin, elle a demandé aux filateurs de Troyes de lui créer des bretelles en caoutchouc. Et là, ça a été extraordinaire parce que le confort était très grand et le produit du soutien-gorge est devenu tout à fait moderne. Il a été assez proche du produit que nous connaissons aujourd’hui. »
Albine Novarino-Pothier.
Elle est de retour en France et loue un stand à l'exposition universelle de 1889 pour présenter ses créations. Elle continue à peaufiner son corselet-gorge et dépose un brevet pour un modèle le 6 juillet 1898, son invention se révélant en phase avec un changement sociétal profond car au tournant du XXe siècle, les femmes s’émancipent. Elle remporte une médaille de bronze pour sa création à l'exposition universelle de 1900 à Paris, puis une médaille d'or à l'exposition d'hygiène de la médecine française. En 1910, elle décide de créer un atelier et une boutique au 24 de la rue de la Chaussée-d'Antin, et confie ce lieu parisien à sa belle-fille Marie. Lors de ces expositions universelles, son modèle est baptisé « Bien-être ».
Elle fonde en 1910 la maison Cadolle (qui, de son vivant, fait travailler près de 200 ouvrières), entreprise familiale de haute couture qui existe toujours, depuis six générations, au 4, rue Cambon. 
Trois de ses petits-fils participent au sein de l'armée française à la guerre de 1914-1918. L'un des trois meurt de ses blessures le 2 août 1916. Elle meurt le 8 janvier 1924 à Saint-Cloud,. Sa belle-fille meurt à son tour le 18 janvier 1936.
Il existe en sa mémoire une rue Herminie-Cadolle au Haillan (Gironde).

## Galerie: le corselet-gorge

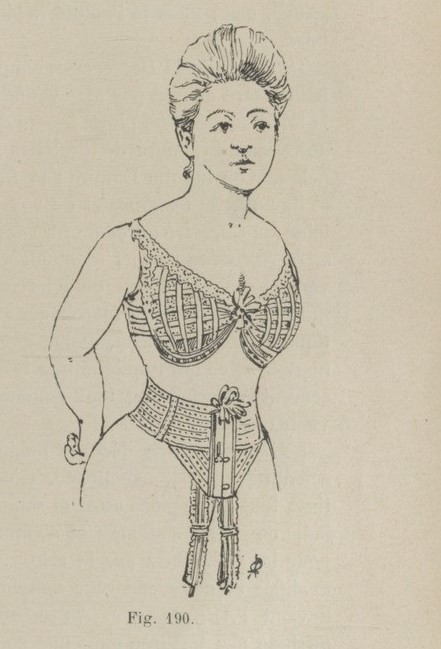
Corselet-gorge de Mme veuve Cadolle.
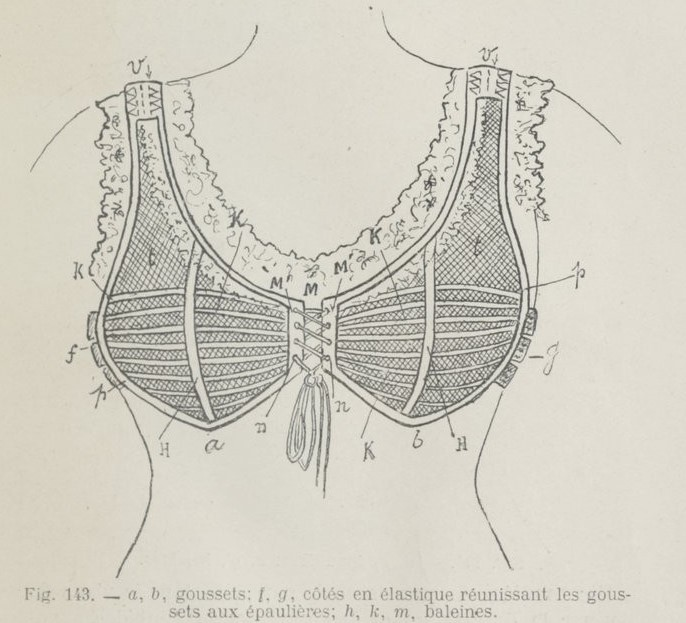
Corselet-gorge de Mme Cadolle.
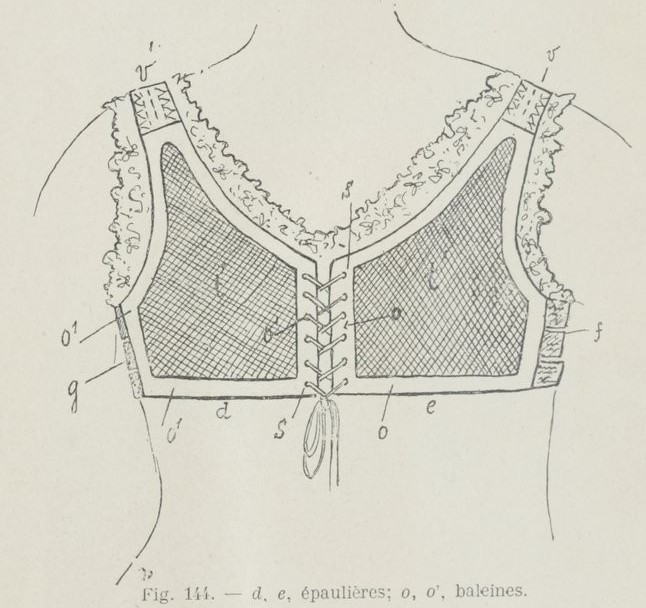
Corselet-gorge de Mme Cadolle.

### Sources sur le web
- « 279823 - Brevet de 15 ans », sur Gallica.
- « 326297 - Brevet de 15 ans », sur Gallica.
- (en) « Patent Sardon Veuve H Cadolle 1898 », sur worldwide.espacenet.com.
- « Demeure d'Herminie Cadolle », sur parisrevolutionnaire.org.
- Cadolle, le site officiel de la marque